# Al-Maszrafa (Hims)
Al-Maszrafa (arab. المشرفة) – miejscowość w Syrii, w muhafazie Hims. W 2004 roku liczyła 14 868 mieszkańców.